# کانر کودی
کانر دیوید کودی (انگلیسی: Conor David Coady؛ زادهٔ ۲۵ فوریهٔ ۱۹۹۳) بازیکن فوتبال اهل انگلستان است که به‌عنوان مدافع میانی به صورت قرضی برای باشگاه اورتون بازی می‌کند.
از باشگاه‌هایی که در آن بازی کرده‌است، می‌توان به لیورپول، شفیلد یونایتد، هادرزفیلد تاون و ولورهمپتون اشاره کرد.
کودی از بازیکنان پرورش یافتهٔ آکادمی لیورپول است. او پس از انجام دو بازی برای تیم اصلی لیورپول به صورت قرضی به شفیلد یونایتد پیوست و سپس در سال ۲۰۱۴ با انتقال دائمی به هادرزفیلد تاون رفت. یک سال بعد او با ۲ میلیون پوند با ولورهمپتون واندررز قرارداد امضا کرد. او تاکنون و پیش از ترک قرضی این تیم بیش از ۳۰۰ بازی برای این باشگاه انجام داده‌است. وی در فصل ۱۸–۲۰۱۷ قهرمانی لیگ دسته دوم انگلیس را کسب کرد. کودی برای تیم ملی انگلیس در رده جوانان بود و با تیم زیر ۱۷ ساله‌ها در سال ۲۰۱۰ قهرمان اروپا شد. او همچنین کاپیتان تیم زیر ۲۰ ساله‌های انگلیس در جام جهانی فوتبال سال ۲۰۱۳ بود. کودی اولین بازی خود را برای تیم بزرگسالان در سال ۲۰۲۰ انجام داد و عضوی از تیمی بود که در یورو ۲۰۲۰ نایب قهرمان شد.